# Parti pour la victoire du peuple
Le Parti pour la victoire du peuple (Partido por la Victoria del Pueblo, PVP) est un parti politique uruguayen, fondé à Buenos Aires en 1975, membre du Front large (coalition de gauche). Proche du communisme libertaire (il a pu être qualifié d'« anarcho-marxiste ») et du « marxisme libertaire », il se définit aujourd'hui comme « anti-capitaliste » et « anti-autoritaire », luttant pour la construction du socialisme. Partisan du multipartisme, de la démocratie participative et opposant de la bureaucratie, il prône la création de coopératives auto-gestionnaires. Par ailleurs l'un des soutiens les plus actifs à la lutte pour les droits de l'homme et contre l'impunité des militaires coupables de violations des droits de l'homme durant la dictature (1973-1985), il a longtemps été dirigé par Hugo Cores (1937-2006).

## Fondation et répression des années de plomb
À la suite du coup d'État de juin 1973, beaucoup d'Uruguayens s'exilèrent en Argentine, où le péronisme est au pouvoir après plusieurs décennies de proscription. Des centaines d'exilés, provenant de courants divers (FAU ou son bras armé, l'OPR-33, ROE (Resistencia Obrero Estudiantil), etc.), participent à Buenos Aires à l'organisation du PVP entre novembre 1974 et juillet 1975. La nouvelle direction élue Gerardo Gatti et León Duarte, chargés de nommer le reste des membres du comité exécutif.
Mais dès ce moment, le PVP fait l'objet, comme les autres opposants uruguayens, de la répression des escadrons de la mort et des services de sécurité uruguayens, qui profitent de contacts en Argentine, à travers, par exemple, la figure d'Alberto Villar, sous-chef de la police fédérale argentine. Une grande partie de l'information nécessaire pour l'identification et l'enlèvement des militants du PVP fut ainsi obtenue à la suite de l'Opération Gris, lors de laquelle 101 opposants uruguayens furent arrêtés, le 2 juin 1974, à Buenos Aires, après avoir participé à une manifestation contre la dictature uruguayenne.
D'octobre 1975 à juin 1976, le PVP et le Parti communiste uruguayen (PCU) sont visés par l'Opération Morgan, qui cible les militants présents en Uruguay et en Argentine. Dirigée par la DNII, elle est mise en œuvre par l'OCOA et la division no 1 de l'armée, commandée par le général Esteban Cristi. L'enseignante Elena Quinteros est séquestrée et assassinée durant cette opération, au cours de laquelle des centaines de militants furent arrêtés et transférés dans des centres clandestins de détention, où ils étaient interrogés et torturés . Au total, l'Opération Morgan, dont des aspects continuèrent jusqu'en 1984, aboutit à la torture de milliers de détenus, à 23 disparitions forcées, 23 morts au cours de torture, un assassinat en Argentine et 6 décès en prison.
La maison où le PVP fut fondé fut détruite par un attentat paramilitaire en 1976. Après seulement dix-huit mois d'existence, toute la direction du parti, à l'exception d'Hugo Corres, et une bonne partie de ses membres furent victimes de disparitions forcées dans le cadre de l'opération Condor. De tous ceux-là, seuls Mauricio Gatti survécut à la répression de 1976. Deux militants exilés au Brésil, séquestrés par les autorités uruguayennes à Porto Alegre en novembre 1978, survécurent grâce à la mobilisation d'un journaliste brésilien, averti de leur enlèvement par Hugo Cores; ils restèrent emprisonnés cinq ans en Uruguay.

## Des années 1980 à aujourd'hui
Continuant malgré la répression à opérer dans la clandestinité, le PVP s'intégra en 1980 à la coalition de gauche, alors interdite, du Front large. Comme d'autres partis, il demeura interdit lors des élections de 1984, tandis qu'une part importante de ses militants et dirigeants étaient desaparecidos, emprisonnés, ou en exil. Ceci n'empêcha pas le PVP de participer à la réorganisation du mouvement syndical à travers la constitution du PIT puis du PIT-CNT, la confédération syndicale uruguayenne.
En 1989, le PVP participa à la création du Mouvement de participation populaire (MPP) avec le Mouvement de libération nationale - Tupamaros (MLN-T), Hugo Cores étant élu membre de la direction provisoire du MPP (il sera élu député et fut un temps secrétaire de Tabaré Vázquez). Cependant, le PVP quitta le MPP en 1994. Il a toutefois rejoint de nouveau ses anciens alliés en 2009, en participant à l'Espace 609 autour du MPP, qui est membre du Front large. Il s'oppose au Traité de protection des investissements négocié par le gouvernement Vázquez avec les États-Unis .
Actuellement, la présidente de la Fédération syndicale ANCAP, Mónica Castro, le secrétaire général de AUTE, Alvaro Portillo, et le secrétaire des droits de l'homme de la confédération syndicale PIT-CNT, Luis Puig, élu député en 2009 sur la liste 609, sont membres du PVP.